# 高文謙

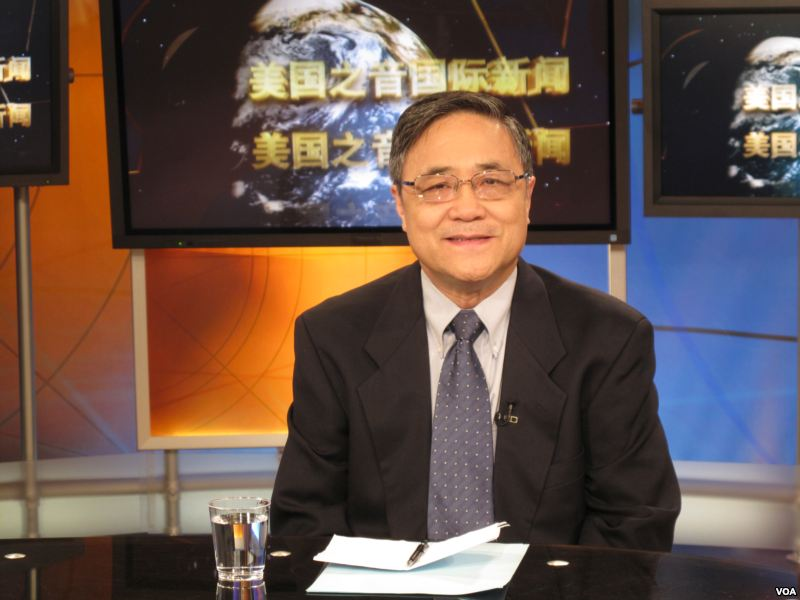
高文谦

高文謙（1953年—），生於北京，中國共產黨黨史、周恩來研究學者，自由撰稿人。

## 经历
高文謙年青時代曾加入中國人民解放軍，1980年退伍後任中共中央文獻研究室室務委員、周恩來生平研究小組組長，1980年代參與《周恩來年譜》、《周恩來傳》、《毛澤東傳》等中共官方史籍著作的編撰工作；1989年曾參與六四事件前的學生遊行並起草公開信，支持學生運動，於六四後被清查貶職（同被清查的還有當時為同事之胡耀邦秘書高勇、劉崇文）；1993年初以访问学者名义赴美國，并宣布 “我和共产党的缘分已尽”。先後在哥倫比亞大學東亞研究所（2003年11月11日）、華盛頓特區伍德羅·威爾遜國際學者中心和哈佛大學費正清中國研究中心（2004年3月25日）擔任訪問學者，現居美國紐約市。
90年代中期编写《晚年周恩來》期间曾遭到中国人民解放军副总参谋长兼情报部长的熊光楷和社科院副院长刘吉向哈佛大学施压，费正清研究中心因此被迫取消了对他的经济资助。

## 作品
- 《晚年周恩來》明鏡出版社2003年4月初版，ISBN 1-932138-07-2
- 《周恩來在“文化大革命”期間艱苦而輝煌的最後歲月》高文謙撰文，《人民日報》1986年1月5日
- 《周恩來最後的日子》傳記文學雜誌V.58 No.3，1991年3月出版。
- 《人民心中的胡耀邦》紀念文集，2006年1月出版。

## 參看
- 鮑彤
- 劉軍寧
- 辛子陵